# Santoire
La Santoire est une rivière française du Massif central qui coule dans le département du Cantal. C'est un affluent gauche de la Rhue et donc un sous-affluent de la Dordogne.

## Géographie

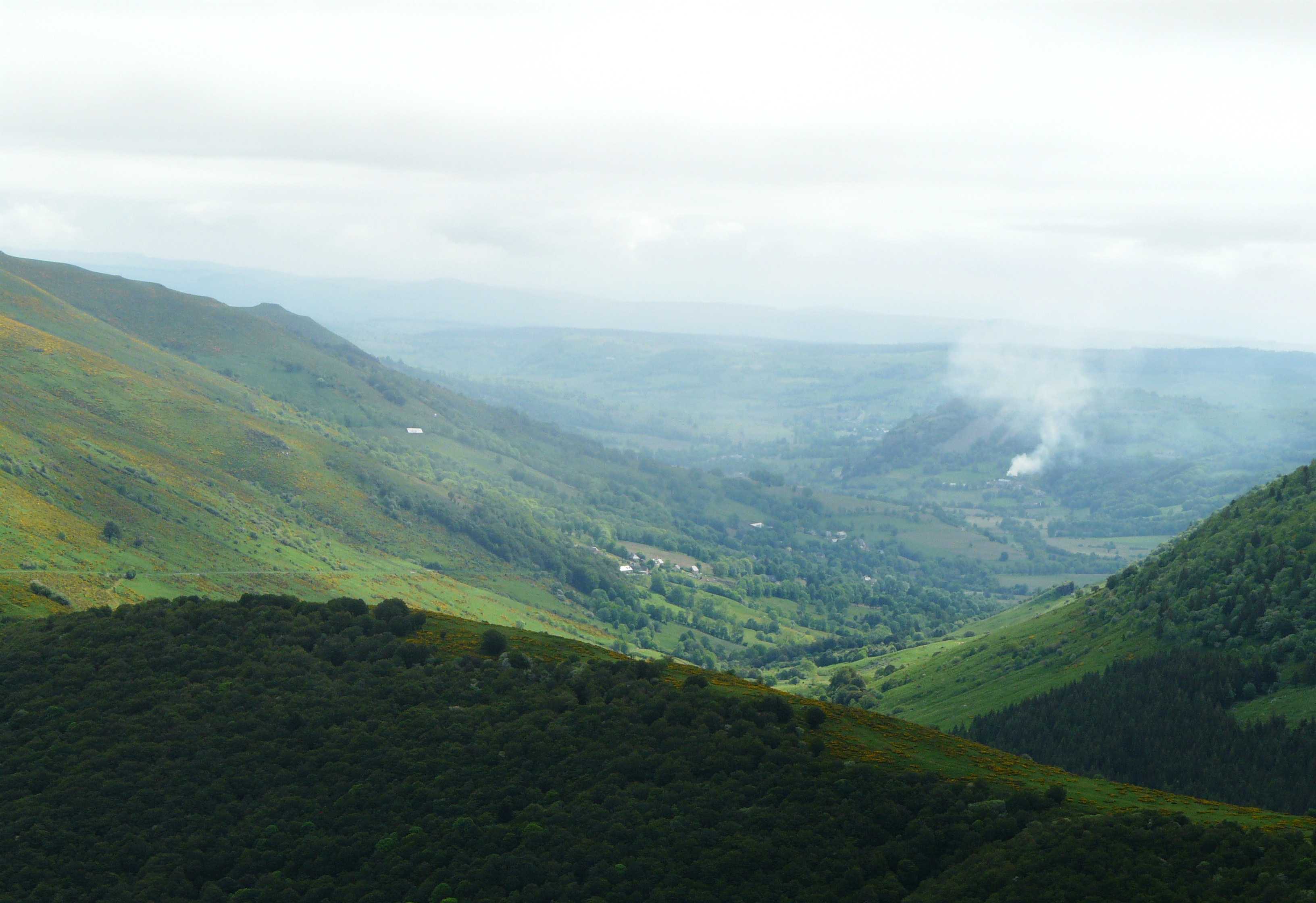
La haute vallée de la Santoire vue depuis le pas de Peyrol.

La Santoire prend sa source vers 1 600 m d'altitude, au cœur du parc naturel régional des Volcans d'Auvergne. Le lieu se trouve sur la commune de Lavigerie, dans le département du Cantal, sur les flancs nord-est du Téton de Vénus et nord-ouest des Roches de Vassivière, environ un kilomètre à l'est du col de Cabre.
Elle reçoit sur la gauche l'Impradine et passe au sud-ouest des villages de Lavigerie puis Dienne où elle est franchie par la route départementale (RD) 680. Elle passe sous la RD 23 puis successivement sous les RD 3 et 16 au pont de la Gazelle avant de recevoir en rive gauche le ruisseau de la Bacon. Elle passe à l'est du village de Ségur-les-Villas puis au nord-est du village de Saint-Saturnin, où elle est franchie par la RD 21. Elle reçoit sur la gauche son principal affluent, le Lemmet. Elle continue ensuite sous le viaduc de Saint-Saturnin qu'emprunte un train touristique, le Gentiane express, puis sous la RD 36, au sud-ouest du village de Saint-Bonnet-de-Condat et reçoit sur sa droite le ruisseau de la Pradiers. Elle s'écoule alors dans des gorges, profondes de cent à deux cents mètres. Elle reçoit à droite le ruisseau de la Bastide et passe sous la RD 62. Au débouché des gorges, elle passe sous la RD 678 au pont de Laspeyrière et rejoint la Rhue en rive gauche, vers 690 m d'altitude, en limites des communes de Condat et Saint-Amandin.
La Santoire est longue de 41 km.

### Communes et département traversés
Dans le seul département du Cantal, la Santoire arrose les neuf communes, d'amont vers l'aval, de Lavigerie (source), Dienne, Ségur-les-Villas, Saint-Saturnin, Saint-Bonnet-de-Condat, Lugarde, Marcenat, Condat (confluent avec la Rhue), Saint-Amandin (confluent avec la Rhue).

### Environnement
La rivière et son bassin sont intégralement compris dans le parc naturel régional des Volcans d'Auvergne.
En aval de Saint-Bonnet-de-Condat et jusqu'à sa confluence avec la Rhue, la Santoire fait partie d'une zone naturelle d'intérêt écologique, faunistique et floristique (ZNIEFF) de type II dite des « Gorges de la Dordogne et affluents », incluant une ZNIEFF de type I, les « Gorges de la Rhue »,.
Toute la partie de la rivière en amont de la route départementale 3, au lieu-dit le Pont de la Gazelle sur la commune de Ségur-les-Villas, est comprise dans une autre ZNIEFF de type II dite des « Monts du Cantal ».
Une autre ZNIEFF de type I, peu étendue, concerne les falaises au nord du village de Saint-Bonnet-de-Condat.

### Bassin versant
La Santoire traverse sept zones hydrographiques pour une superficie totale de 169 km2 selon le SANDRE ou 172 km2 selon la Banque Hydro. Ce bassin versant est constitué à 54,86 % de « forêts et milieux semi-naturels », à 42,83 % de « territoires agricoles », à 1,77 % de « zones humides », à 0,62 % de « territoires artificialisés ».

## Affluents
Parmi les 36 affluents répertoriés par le Sandre, cinq ont une longueur supérieure à cinq kilomètres. D'amont vers l'aval, on trouve successivement :
- l'Impradine, 7,5 km[10] en rive gauche ;
- le ruisseau de la Bacon,5,6 km[11] en rive gauche ;
- le Lemmet, 14 km[12], son principal affluent, en rive gauche ;
- le ruisseau de la Pradiers (ou ruisseau de Clavières), 8,2 km[13] en rive droite ;
- le ruisseau de la Bastide, 8,9 km[14] en rive droite.

## Hydrologie
La Santoire a été observée à deux stations hydrologiques, à Ségur-les-Villas et à Condat.

### La Santoire à Condat
Le débit de la Santoire a été observé sur une période de 96 ans (1916-2011), à la station hydrologique de Condat. À cet endroit, à moins de deux kilomètres en amont de sa confluence avec la Rhue, le bassin versant représente la quasi-totalité de celui du cours d'eau.
Le module y est de 4,62 m3/s.
À Condat, la Santoire présente des fluctuations saisonnières de débit, avec une période de hautes eaux caractérisée par un débit mensuel moyen évoluant dans une fourchette de 5,31 à 7,25 m3/s, de novembre à mai inclus (avec un maximum en avril). La période des basses eaux a lieu de juillet à septembre, avec une baisse du débit moyen mensuel allant jusqu'à 1,09 m3/s au mois d'août. Cependant ces chiffres ne sont que des moyennes et les fluctuations de débit peuvent être plus importantes selon les années et sur des périodes plus courtes.

### Étiage ou basses eaux
À l'étiage le VCN3 peut chuter jusque 0,17 m3, en cas de période quinquennale sèche, soit 170 litres par seconde.

### Crues
Les crues peuvent cependant s'avérer importantes. Les QIX 2 et QIX 5 valent respectivement 62 et 90 m3/s. Le QIX 10 est de 110 m3/s, le QIX 20 de 130 m3/s, tandis que le QIX 50 se monte à 150 m3/s.
Le débit instantané maximal enregistré à la station de Condat durant cette période a été de 167 m3/s le 1er novembre 1994. Si l'on compare cette valeur à l'échelle des QIX de la rivière, cette crue, au-delà du QIX 50, était statistiquement reproductible sur une période supérieure à cinquante ans. Le 14 février 1990, le débit a atteint la valeur journalière maximale de 141 m3/s.

### Lame d'eau et débit spécifique
La Santoire est un cours d'eau très abondant. La lame d'eau écoulée dans son bassin versant y est de 849 millimètres par an, ce qui est plus de deux fois et demi supérieur à la moyenne de la France entière tous bassins confondus (320 millimètres par an). Le débit spécifique (ou Qsp) de la Santoire atteint ainsi à Condat le chiffre de 26,8 litres par seconde et par kilomètre carré de bassin.

## Monuments ou sites remarquables à proximité
- La maison Saury[16] à Lavigerie.
- À Dienne, le moulin de Drils[17], l'église[18] et le château de la Cheyrelle[19].
- La fontaine publique de Ségur-les-Villas[20].
- À Saint-Saturnin, l'église[21] et le viaduc ferroviaire sur la Santoire.
- Les orgues de Saint-Bonnet-de-Condat.
- Les ruines du château de Lugarde.
- À Condat, le site de la Roche Pointue et les ruines de l'abbaye de Feniers[22].

## La Santoire en littérature
Plusieurs livres de Marie-Hélène Lafon, originaire du Cantal, font référence à la Santoire, comme son premier roman Le Soir du chien publié en 2001, ou Album, publié en 2012, dont le site de l'éditeur Buchet-Chastel reprend ses mots : « Ma rivière d’enfance a nom Santoire. Elle borna le monde, c’est définitif, elle fut l’été, la plage d’ardoise, et l’immobile après-midi d’août, le temps arrêté dans le babil lumineux de son lit de cailloux. ».

## Galerie de photos

La Santoire
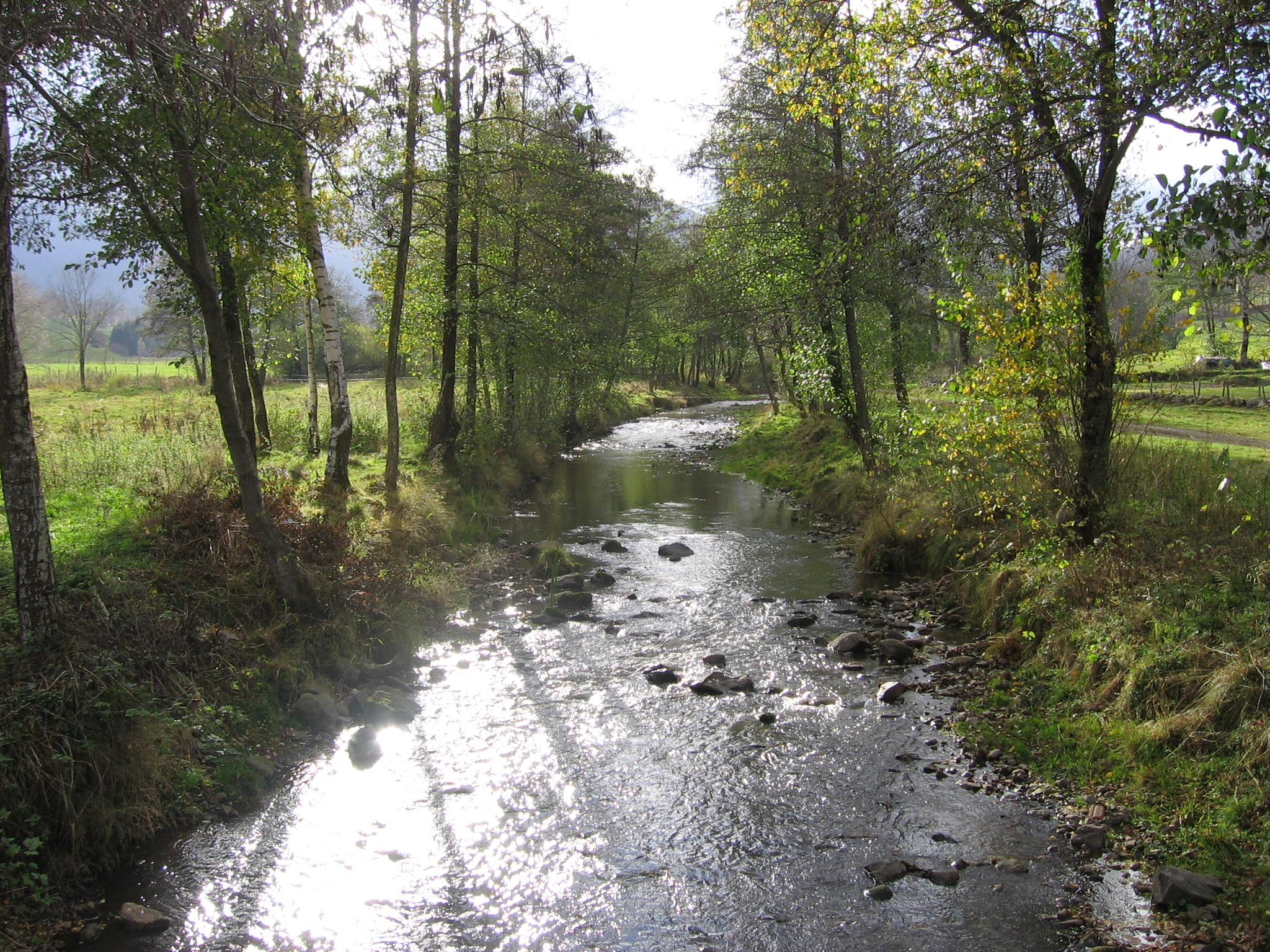
À Lavigerie.
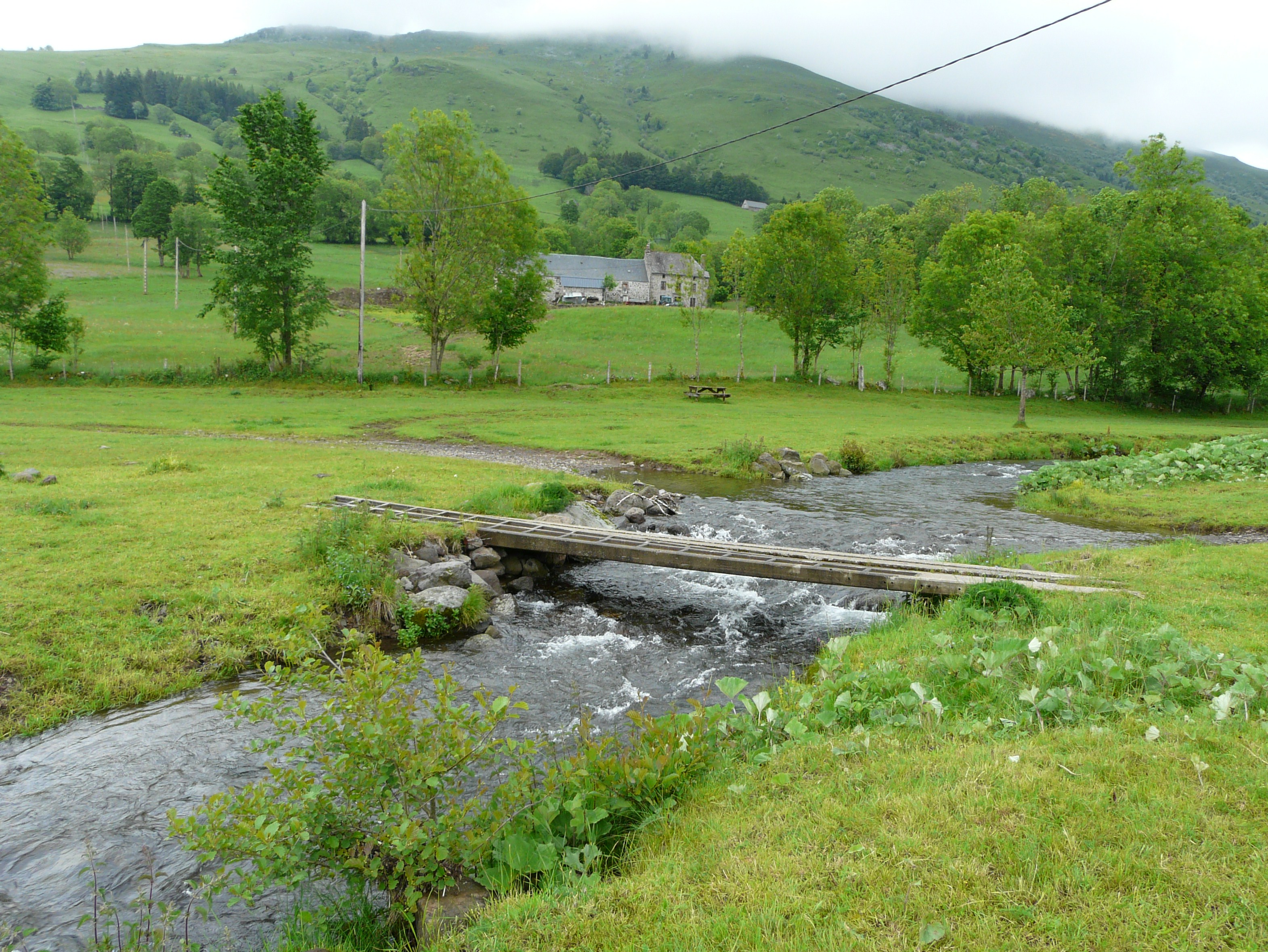
À la Gravière (Lavigerie).
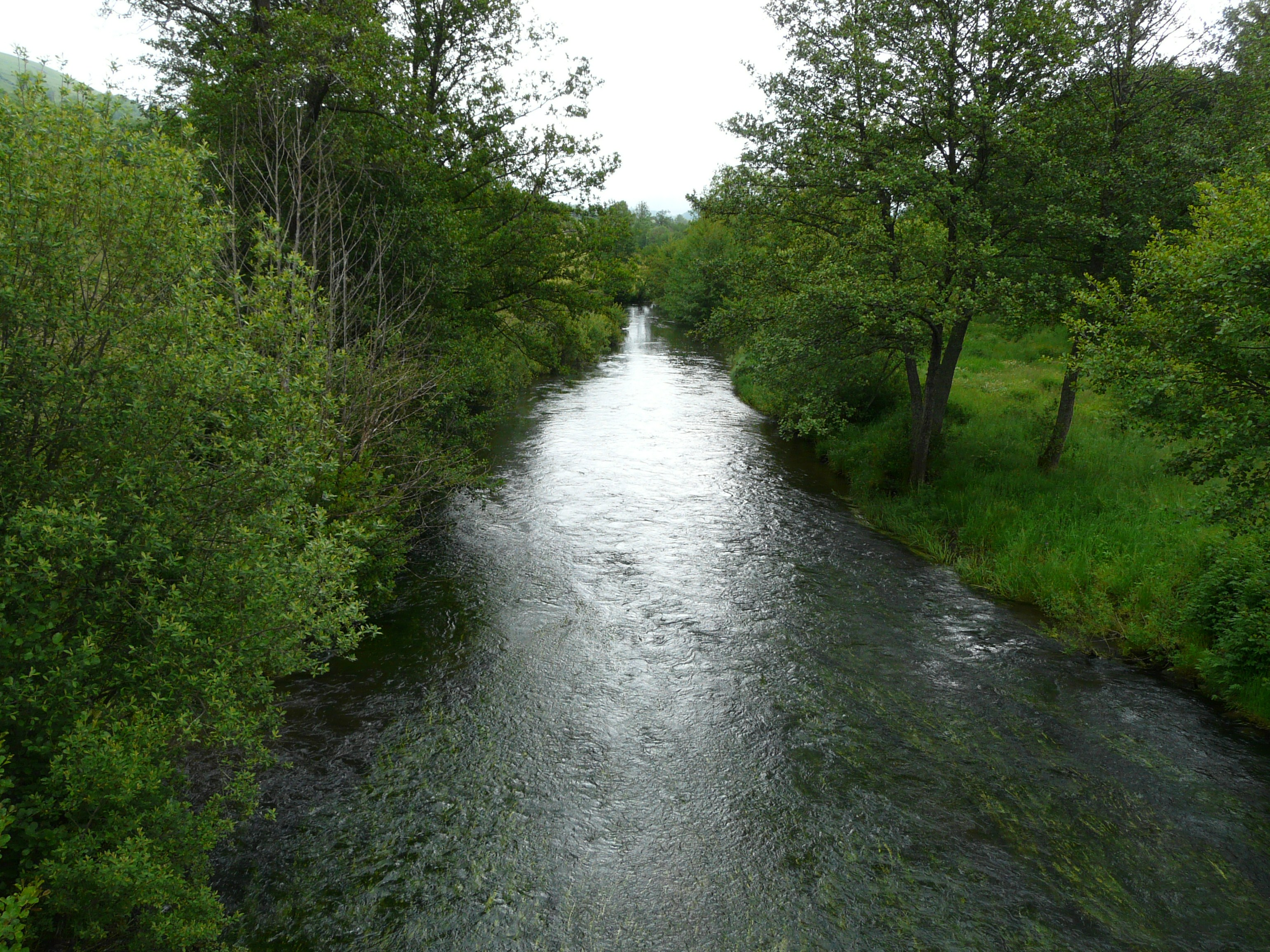
À Dienne.
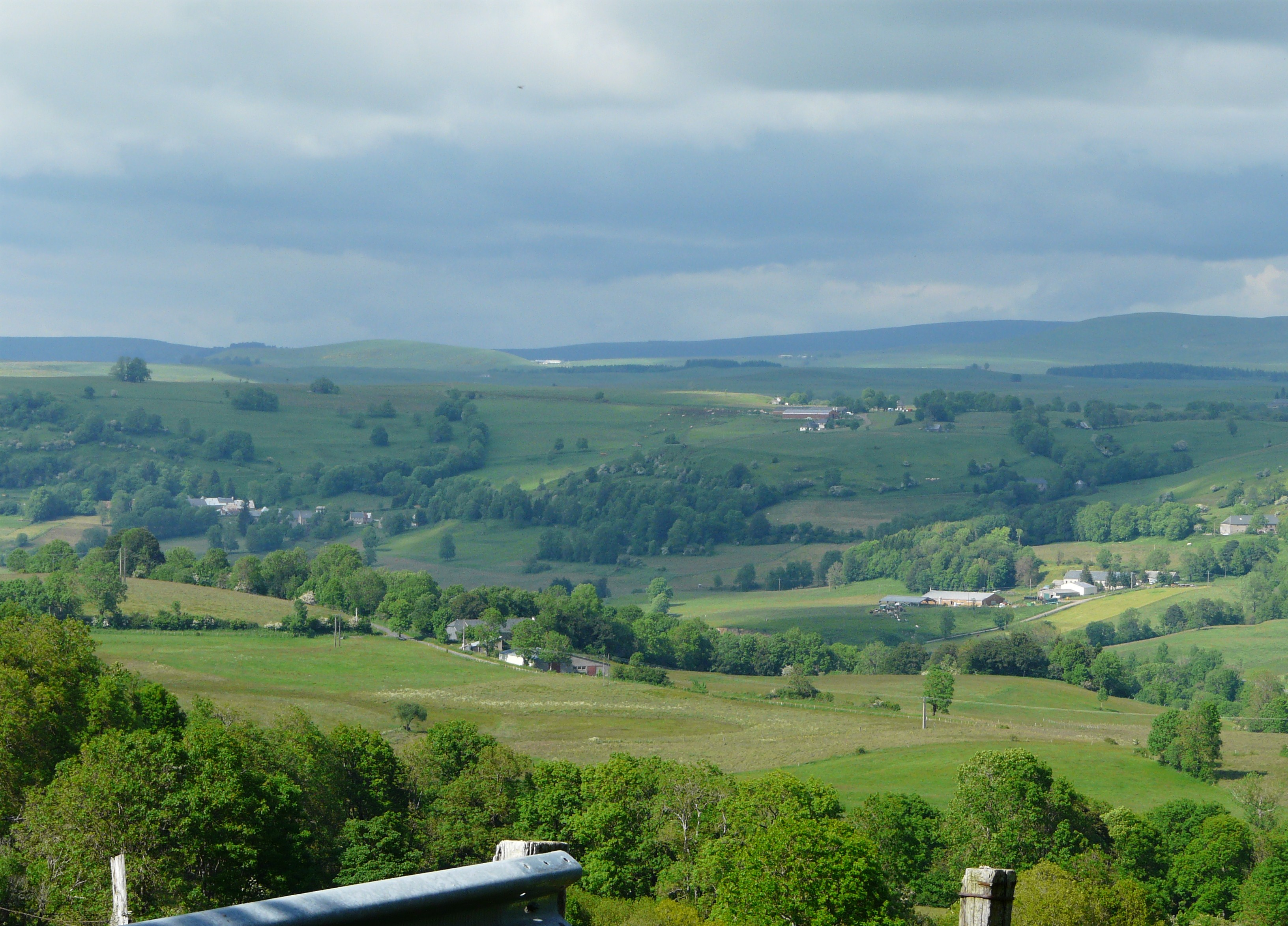
La vallée à Ségur-les-Villas.
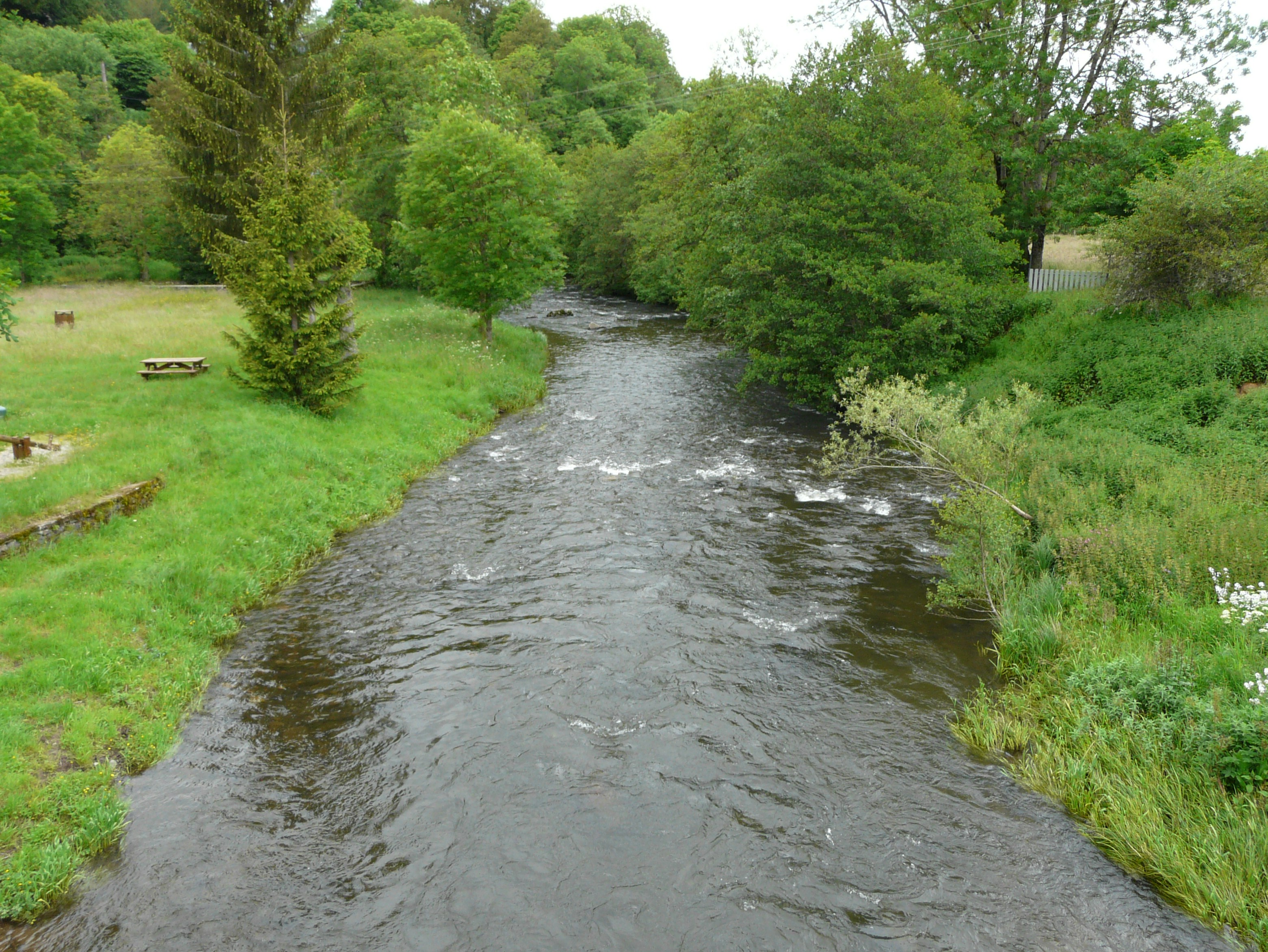
À Saint-Bonnet-de-Condat.
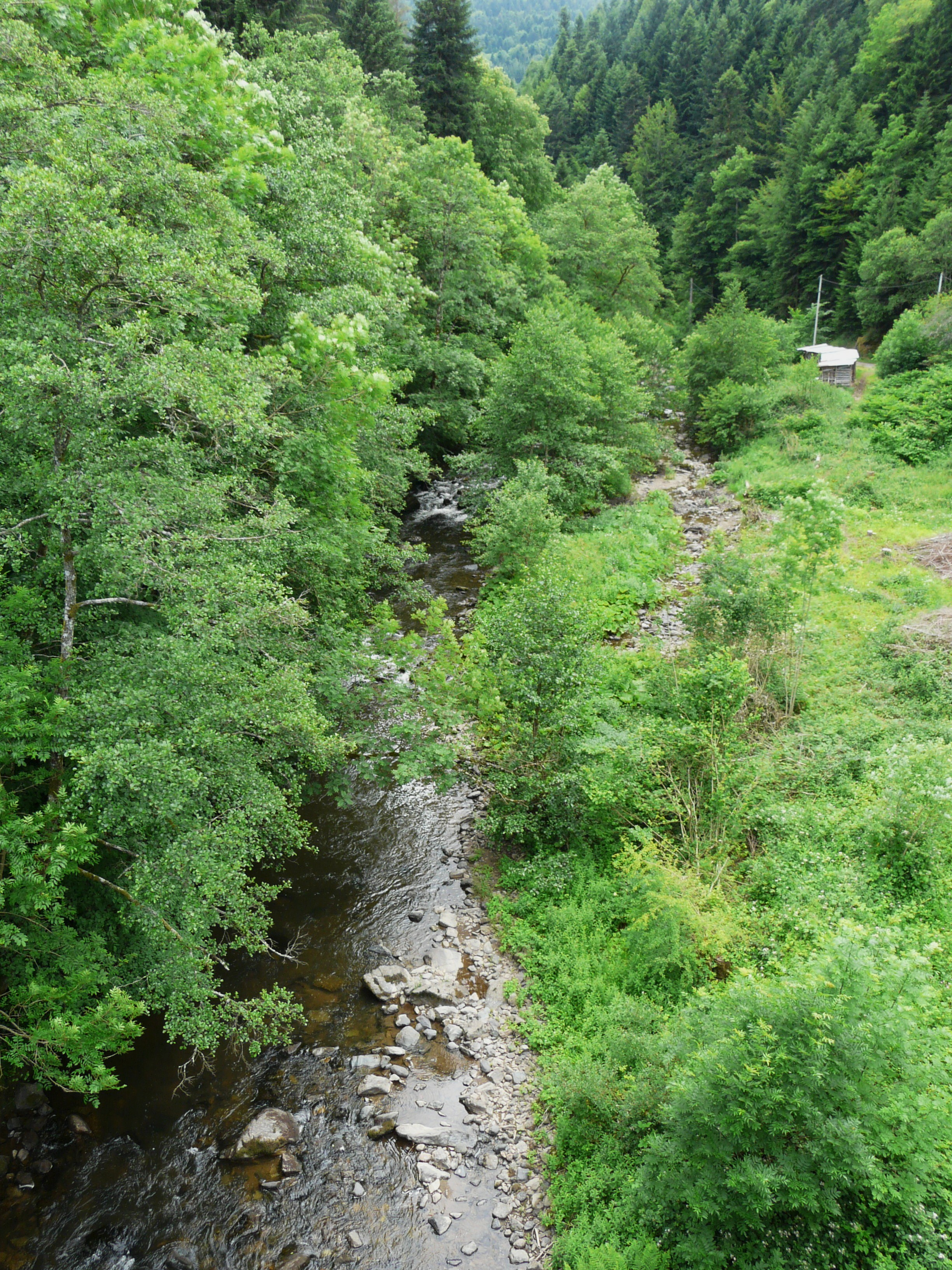
Au sortir des gorges, en amont du pont de Laspeyrière à Condat.
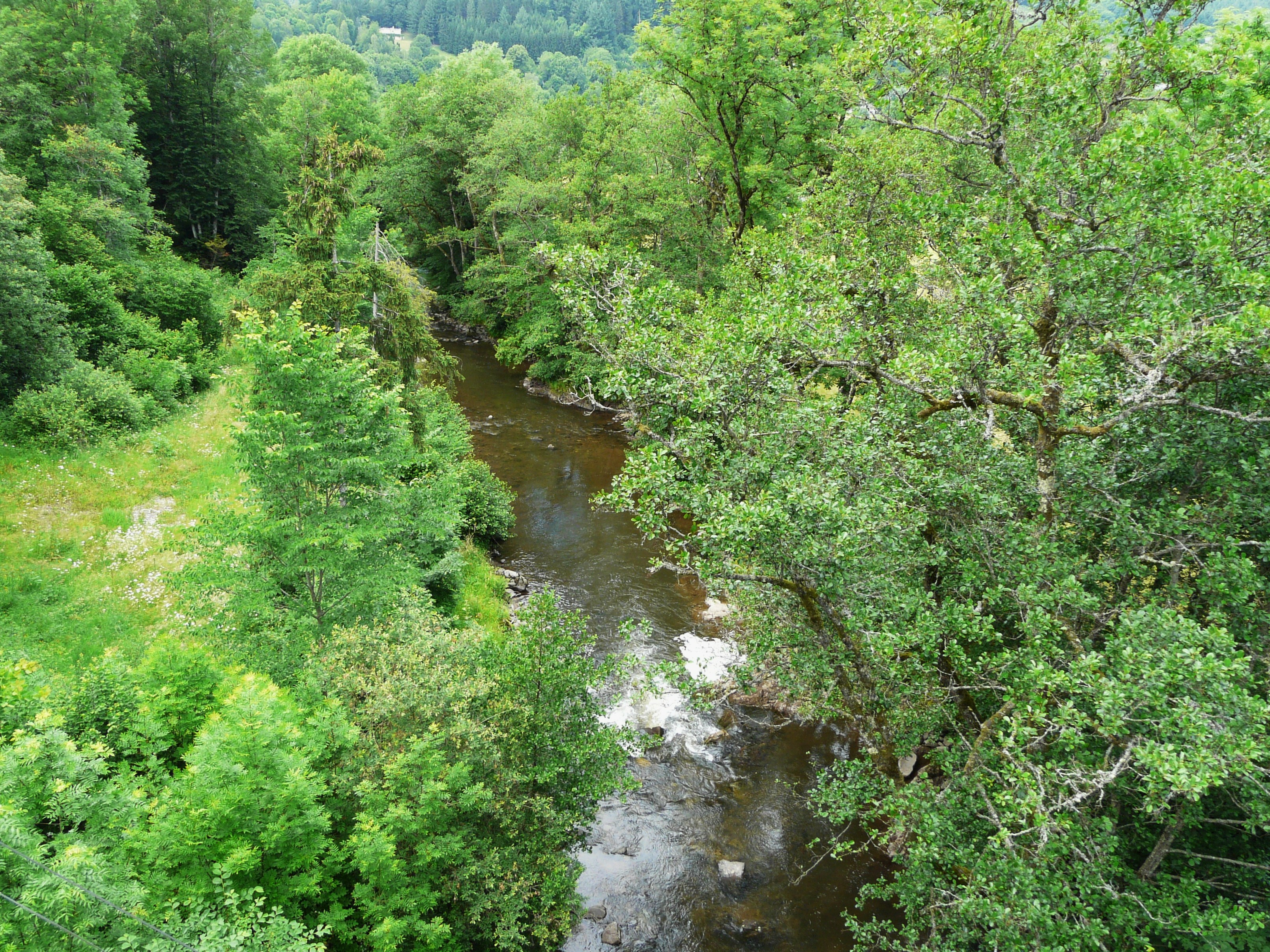
En aval du pont de Laspeyrière.